# Diamond Dogs
Diamond Dogs je koncepční album britského rockového hudebníka Davida Bowieho z roku 1974. Tematicky v sobě spojuje román 1984 od George Orwella a Bowieho vlastní vizi postapokalyptického světa ovládaného bezcitnými pop-stars byrokraty, kteří naproti všem snahám hnutí vzešli z hippies hodokvasu 60. let. Bowie zde vystupuje jako smyšlený charakter Halloween Jack, poprvé od roku 1972 se tak odklání od image Ziggyho Stardusta.
Bowie původně zamýšlel napsat muzikálovou verzi knihy 1984 a hned po dokončení nahrávání svého alba Pin Ups začal pracovat na scénáři. Na poslední chvíli mu však Orwellova vdova odmítla poskytnout autorská práva k románu a většina skladeb napsaných pro muzikál tak byla umístěna na druhou stranu alba Diamond Dogs.
Většina skladeb z alba zazněla na Bowieho velkém turné v roce 1974 ze kterého pochází i koncertní album David Live. Právě koncertní šňůra k Diamond Dogs po USA vedla k postupnému vytváření jeho budoucího alterega The Thin White Duke, které využil na albu Station to Station a filmu Muž, který spadl na Zemi (1976) Nicolase Roega. Některé ze skladeb z tohoto alba odehrál i na turné k albu Station to Station a později se již k Diamond Dogs, s výjimkou hitu „Rebel Rebel“, vracel jen zřídka (píseň „1984“ např. zazněla na živém albu Glass Spider).

## Seznam skladeb
Autorem skladeb je David Bowie, s výjimkou označených skladeb.
1. „Future Legend“ – 1:05
2. „Diamond Dogs“ – 5:56
3. „Sweet Thing“ – 3:39
4. „Candidate“ – 2:40
5. „Sweet Thing (Reprise)“ – 2:31
6. „Rebel Rebel“ – 4:30
7. „Rock 'n' Roll With Me“ (Bowie, Peace) – 4:00
8. „We Are the Dead“ – 4:58
9. „1984“ – 3:27
10. „Big Brother“ – 3:21
11. „Chant of the Ever Circling Skeletal Family“ – 2:00

## Reedice
Album vyšlo ve třech reedicích na CD, poprvé v roce 1991 americkým vydavatelstvím Rykodisc a obsahoval tři další bonusové skladby. Podruhé album vydala společnost EMI v roce 1999. Tato edice byla digitálně remastrovaná a neobsahovala žádné bonusové skladby. V roce 2004 vydala společnost EMI album potřetí, ale jako limitovanou edici při příležitosti 30. výročí vydání tohoto alba. Album obsahovalo obsáhlý booklet s fotografiemi, poznámkami Tonyho Viscontiho a dále samostatný disk s bonusovými skladbami.

### Reedice Rykodisc (1991)
1. „Dodo“ (předtím nevydané) – 2:55
2. „Candidate“ (demoverze) – 5:07

### Reedice EMI - 30th Aniversary Edition (2004)
1. „1984/Dodo“ - 5:27
2. „Rebel Rebel“ (US Single Version) - 2:58
3. „Dodo“ - 2:53
4. „Growin' Up“ - 3:23
5. „Candidate“ (Alternate) - 5:05
6. „Diamond Dogs“ (K-Tel edit) - 4:37
7. „Candidate“ (Intimacy mix) - 2:57
8. „Rebel Rebel“ (2003 mix) - 3:10

## Hudební personál
- Producenti:
  - David Bowie

- Hudebníci:
  - David Bowie – vokály, kytara, saxofon, moog, Mellotron
  - Mike Garson – klavír
  - Alan Parker – kytara na „1984“
  - Herbie Flowers – baskytara
  - Tony Newman – bicí
  - Aynsley Dunbar – bicí
  - Tony Visconti – aranžmá